# فريدريك دبليو. كيث
فريدريك دبليو. كيث (بالإنجليزية: Frederick W. Keith)‏ هو مهندس معماري أمريكي، ولد في 1887 في آيوا في الولايات المتحدة، وتوفي في 1954.